# Гревци
Гревци су насељено место града Крушевца у Расинском округу. Према попису из 2022. има 285 становника (према попису из 2011. било је 371 становника).

## Демографија
У насељу Гревци живи 343 пунолетна становника, а просечна старост становништва износи 43,1 година (41,4 код мушкараца и 44,8 код жена). У насељу има 116 домаћинстава, а просечан број чланова по домаћинству је 3,58.
Ово насеље је великим делом насељено Србима (према попису из 2002. године), а у последња три пописа, примећен је пад у броју становника.
|  |

| Демографија | Демографија | Демографија |
| Година      | Становника  | Становника  |
| ----------- | ----------- | ----------- |
| 1948.       | 535         |             |
| 1953.       | 570         |             |
| 1961.       | 572         |             |
| 1971.       | 526         |             |
| 1981.       | 523         |             |
| 1991.       | 489         | 460         |
| 2002.       | 415         | 461         |
| 2011.       | 371         |             |
| 2022.       | 285         |             |

| Етнички састав према попису из 2002.‍ | Етнички састав према попису из 2002.‍ | Етнички састав према попису из 2002.‍ | Етнички састав према попису из 2002.‍ | Етнички састав према попису из 2002.‍ |
| ------------------------------------ | ------------------------------------ | ------------------------------------ | ------------------------------------ | ------------------------------------ |
|                                      |                                      |                                      |                                      |                                      |
| Срби                                 | Срби                                 |                                      | 410                                  | 98,79%                               |
| Роми                                 | Роми                                 |                                      | 2                                    | 0,48%                                |
| непознато                            | непознато                            |                                      | 1                                    | 0,24%                                |

| Година пописа     | 1948. | 1953. | 1961. | 1971. | 1981. | 1991. | 2002. |
| ----------------- | ----- | ----- | ----- | ----- | ----- | ----- | ----- |
| Број домаћинстава | 106   | 120   | 119   | 120   | 126   | 120   | 116   |

| Број чланова      | 1  | 2  | 3  | 4  | 5  | 6  | 7 | 8 | 9 | 10 и више | Просек |
| ----------------- | -- | -- | -- | -- | -- | -- | - | - | - | --------- | ------ |
| Број домаћинстава | 21 | 24 | 15 | 17 | 15 | 13 | 9 | 1 | 1 | 0         | 3,58   |

| Пол    | Укупно | Неожењен/Неудата | Ожењен/Удата | Удовац/Удовица | Разведен/Разведена | Непознато |
| ------ | ------ | ---------------- | ------------ | -------------- | ------------------ | --------- |
| Мушки  | 180    | 41               | 119          | 16             | 4                  | 0         |
| Женски | 170    | 11               | 119          | 34             | 5                  | 1         |
| УКУПНО | 350    | 52               | 238          | 50             | 9                  | 1         |

| Пол    | Укупно                    | Пољопривреда, лов и шумарство | Рибарство                            | Вађење руде и камена | Прерађивачка индустрија       |
| ------ | ------------------------- | ----------------------------- | ------------------------------------ | -------------------- | ----------------------------- |
| Мушки  | 120                       | 78                            | 0                                    | 1                    | 27                            |
| Женски | 67                        | 54                            | 0                                    | 0                    | 11                            |
| УКУПНО | 187                       | 132                           | 0                                    | 1                    | 38                            |
| Пол    | Производња и снабдевање   | Грађевинарство                | Трговина                             | Хотели и ресторани   | Саобраћај, складиштење и везе |
| Мушки  | 1                         | 0                             | 6                                    | 2                    | 2                             |
| Женски | 0                         | 0                             | 0                                    | 0                    | 0                             |
| УКУПНО | 1                         | 0                             | 6                                    | 2                    | 2                             |
| Пол    | Финансијско посредовање   | Некретнине                    | Државна управа и одбрана             | Образовање           | Здравствени и социјални рад   |
| Мушки  | 0                         | 0                             | 0                                    | 1                    | 0                             |
| Женски | 0                         | 0                             | 0                                    | 2                    | 0                             |
| УКУПНО | 0                         | 0                             | 0                                    | 3                    | 0                             |
| Пол    | Остале услужне активности | Приватна домаћинства          | Екстериторијалне организације и тела | Непознато            | Непознато                     |
| Мушки  | 2                         | 0                             | 0                                    | 0                    | 0                             |
| Женски | 0                         | 0                             | 0                                    | 0                    | 0                             |
| УКУПНО | 2                         | 0                             | 0                                    | 0                    | 0                             |